# Gerard Hallock (hockey sur glace)
Pour l’article homonyme, voir Gerard Hallock.
Gerard Hallock (né le 4 juin 1905 et mort le 26 mai 1996 à Essex (Connecticut)) est un hockeyeur sur glace américain. Lors des Jeux olympiques d'hiver de 1932 disputés à Lake Placid, il remporte la médaille d'argent.

## Palmarès
- Médaille d'argent aux Jeux olympiques de Lake Placid en 1932